# Puebla de San Medel
Puebla de San Medel är en kommun i Spanien.   Den ligger i provinsen Provincia de Salamanca och regionen Kastilien och Leon, i den centrala delen av landet, 170 km väster om huvudstaden Madrid.